# Губин, Андриан Макарович
Андриан Макарович Губин (1913—1944) — лейтенант Рабоче-крестьянской Красной Армии, участник Великой Отечественной войны, Герой Советского Союза (1943).

## Биография
Андриан Губин родился 12 июня 1913 года в селе Алексеевка (ныне — Топчихинский район Алтайского края, по другим данным — в селе Шилово Калманского района) в крестьянской семье. Работал трактористом, комбайнёром в колхозе «Правда» в родном селе. В 1941 году Губин был призван на службу в Рабоче-крестьянскую Красную Армию. С июля того же года — на фронтах Великой Отечественной войны. Принимал участие в боях на Калининском, Степном, 2-м Украинском и 1-м Белорусском фронтах. В 1942 году окончил курсы младших лейтенантов. К сентябрю 1943 года лейтенант Андриан Губин командовал мотострелковой ротой 35-й механизированной бригады 1-го механизированного корпуса 69-й армии Степного фронта. Отличился во время освобождения Украинской ССР и битвы за Днепр.
13 сентября 1943 года Губин первым ворвался во вражеские траншеи в населённом пункте Винники Нововодолажского района Харьковской области и уничтожил вместе с бойцами своей роты 25 солдат и офицеров противника, 2 расчёта противотанковых орудий, взял в плен 35 вражеских солдат и офицеров. 15 сентября в ходе боя за село Крестище Красноградского района Губин со своей ротой ворвался в укреплённый узел обороны и уничтожил 20 солдат и офицеров, ещё 30 взял в плен. 16 сентября рота принимала активное участие в освобождении деревни Семёновка. Губин со своим связным Колесниковым попали в окружение, но сумели пробиться к своим. В бою командир роты получил тяжёлое ранение и был отправлен в госпиталь. Не закончив лечения, Губин вернулся в своё подразделение и 5 октября 1943 года с ротой переправился через Днепр в районе села Мишурин Рог Верхнеднепровского района Днепропетровской области. 6 октября рота отбила 6 немецких контратак, уничтожив более 100 солдат и офицеров противника.
Указом Президиума Верховного Совета СССР от 20 декабря 1943 года за «образцовое выполнение боевых заданий командования на фронте борьбы с немецкими захватчиками и проявленные при этом мужество и героизм» лейтенант Андриан Губин был удостоен высокого звания Героя Советского Союза. Однако получить орден Ленина и медаль «Золотая Звезда» он не успел, так как 30 июня 1944 года погиб в боях за освобождение г. Слуцк Минской области Белорусской ССР. Похоронен в братской могиле возле деревни Покрашево Слуцкого района на трассе Минск — Слуцк. В настоящее время там стоит памятник.
Был также награждён орденами Красного Знамени и Отечественной войны I степени.
Памятник Губину установлен в деревне Переясловка Топчихинского района.

## Награды и звания
- Орден Красного Знамени
- Орден Отечественной войны I степени

## Память
- Памятник Губину установлен в деревне Переясловка Топчихинского района.
- Имя А. М. Губина присвоено улица в Слуцке, деревне Покрашево Слуцкого района Минской области.